# Ciudad lineal (urbanismo)

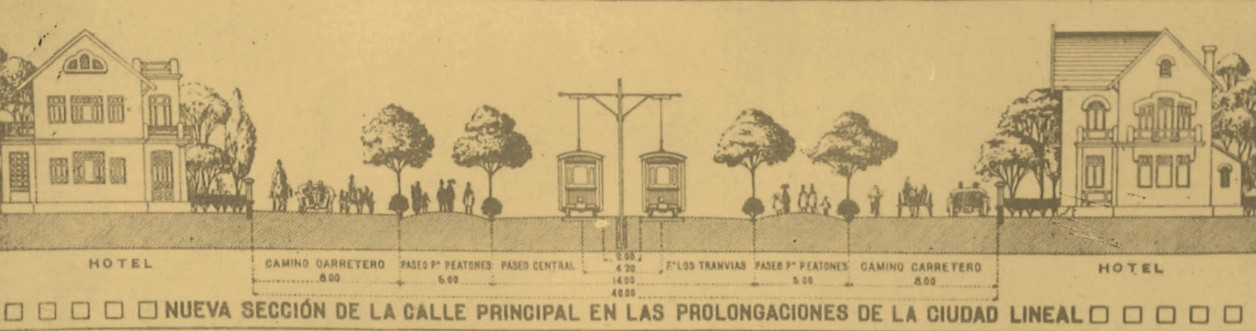
Proyecto urbanístico de la Ciudad Lineal en 1895, planificación y dibujos aparecidos en las publicaciones de la Compañía Madrileña de Urbanización.

Una ciudad lineal es un modelo de organización de la ciudad ideado por el geómetra, urbanista y teósofo español Arturo Soria, siguiendo el lema «en la Ciudad Lineal, a cada familia una casa, en cada casa una huerta y un jardín». Presentado en 1885 y desarrollado en su primera fase a finales del siglo xix y comienzos del xx, el modelo lineal propuso una alternativa para descongestionar las ciudades núcleo tradicionales y recuperar un urbanismo fundamentado en la dignidad, el individualismo y el contacto con la naturaleza. En esencia se trataba de una ciudad alargada construida a ambos lados de una calle o avenida central de 40 metros de ancho, con viviendas a los lados. Los planos de la época muestran las manzanas extendiéndose a 200 metros a cada lado de la avenida central, separada con 100 metros de bosque de los campos de cultivo.
El objetivo final, aunque utópico quizás, era que las ciudades lineales como la diseñada por Soria para circunvalar la capital de España llegaran a unir de forma progresiva diferentes núcleos urbanos por medio de una avenida principal con parcelas urbanizadas a ambos costados.

## Origen del modelo

### La filosofía urbanística de Arturo Soria
Nacida de la observación y la voluntad de mejora de la convivencia humana, Soria propuso una ciudad «planificada» antes que «improvisada», una urbe humanizada en la que la vivienda obrera no tuviera que estar limitada y condenada a sótanos, buhardillas o barriadas exclusivamente para obreros, en una hipócrita maniobra piadosa para alejarlos de la abundancia que solo podía generar desdicha, odio, enfermedad y miseria. Saliendo al paso de todo ello, Soria ofreció la posibilidad de que pobres y ricos pudieran vivir en proximidad, compartiendo las ventajas del campo, de la ciudad, y de una vida higiénica.

"A ti te interesa, lector, la obra de la Ciudad Lineal, busques o no busques hoteles, tengas o no propósito de vivir en una Ciudad Lineal y aspires o no a la compra de terrenos, te interesa porque la obra de la Ciudad Lineal es una obra de humanidad, de ejemplaridad humana, y al hombre ningún hecho del hombre le es ajeno [...] la obra de la ciudad lineal te interesa, porque es obra de un pensador, de un moralista, de un político, de un estadista extraordinario, un organizador, porque es un ejemplo, en suma, de cuanto debe reunir cualquier obra humana sea la clase que fuere." 

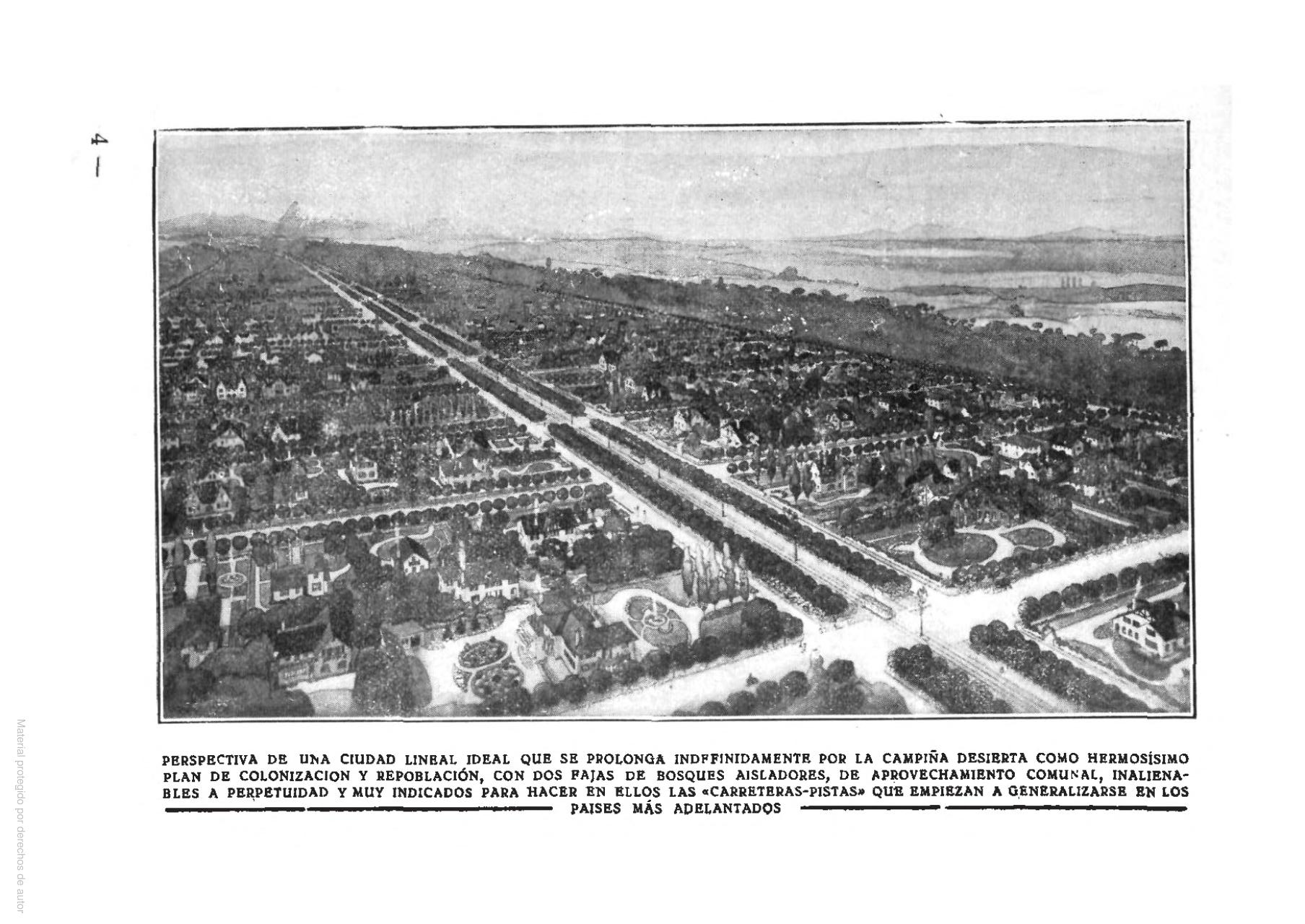
Perspectiva aérea sustraída de libro La Ciudad Lineal, Arturo Soria, 1882.

El gran inconveniente que separaba el sueño de la realidad era, ya entonces, la especulación sobre el precio del suelo urbanizable que dominaba el mercado y el espíritu urbano de «la ciudad radioconcéntrica» tradicional. Se hacía indispensable el planteamiento y creación de un modelo nuevo de ciudad posible gracias los nuevos medios de locomoción que, como el ferrocarril-tranvía, podía detenerse donde fuera necesario, y permitiría la posibilidad de extender la ciudad a lo largo de un eje. Ese eje que daría la oportunidad de nivelar el precio del suelo, distinguiendo dos niveles económicos marcados por proximidad a la vía de transporte. De ese modo, Soria entendió que el precio de los lotes disminuiría a medida que estos estuvieran situados más lejos de los carriles, fórmula que no obstante haría posible que «cada familia tuviera un hogar, una huerta y un jardín». Una solución para que el poderoso en su palacio y el pobre en su cabaña, llegaran a convivir en un espacio no vertical, es decir, «no superpuestos». Soria ofrecía también un estudio «basado en el criterio de ahorro personal, el pobre llegaría a ser propietario de su vivienda». Con estas ideas de Arturo Soria nació la Ciudad Lineal.

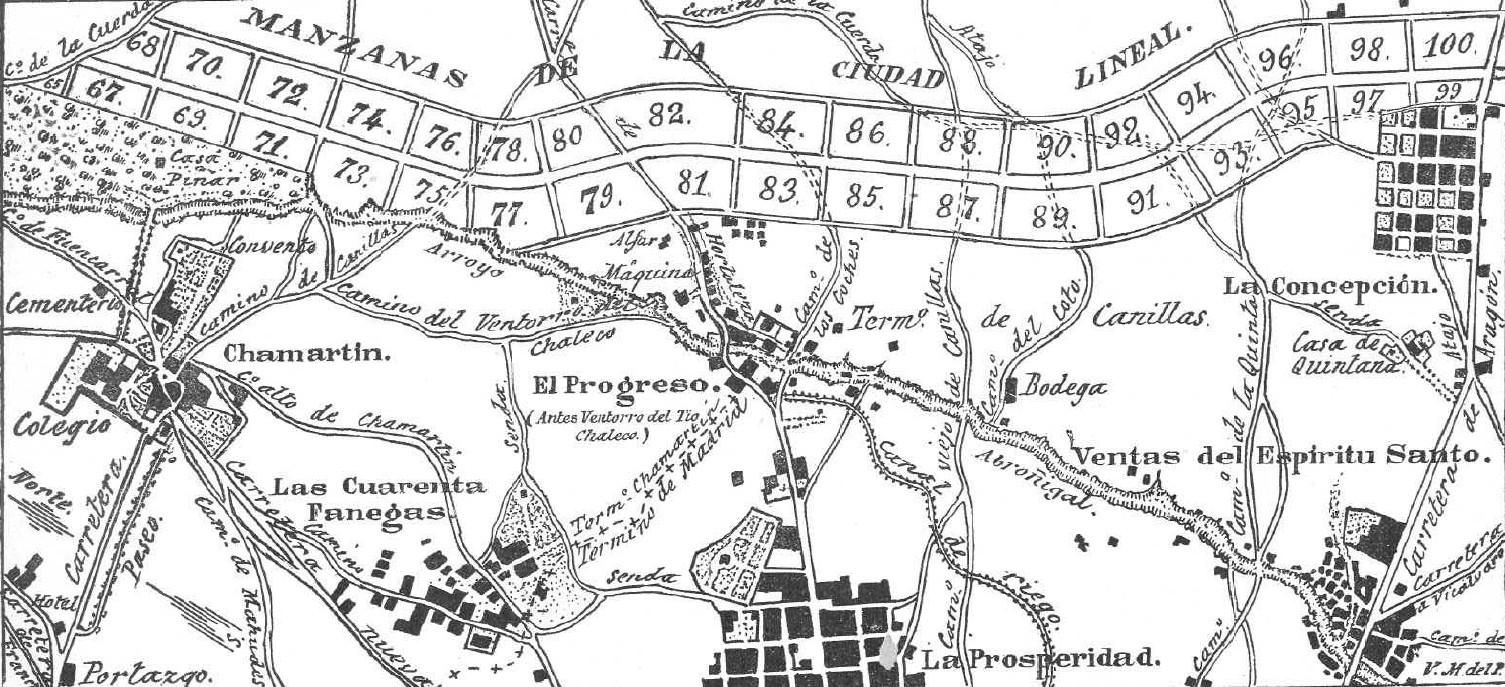
El proyecto de la Ciudad Lineal (1895-1910) según la planificación y dibujos publicados en el periódico "La Dictadura" de la Compañía Madrileña de Urbanización.

### La solución del tranvía eléctrico
«[…] la forma de la ciudad debe ser de una calle principal, eje o columna vertebral de organismo urbano, de la mayor anchura posible (cuarenta metros como mínimo), en cuya parte central se construirán previamente dos o más vías férreas, si es posible eléctricas […] las partes o manzanas de la ciudad (las vértebras de este organismo vertebrado) deben estar determinados por líneas perpendiculares a la vía férrea de la calle principal, separada por 20 metros a lo menos, de calles transversales […]».

El modelo lineal se proponía como la mejor manera de resolver las necesidades de desplazamiento, minimizando la suma de trayectos entre todos los puntos entre sí. El automóvil aún no se había inventado y el tranvía eléctrico era en aquel momento el transporte colectivo con más futuro. Para él se reservaba la parte central de la larga avenida, de 40 metros de ancho en total. Todo el crecimiento de la ciudad se realizaría de forma longitudinal, paralelo a la vía principal. Calles transversales de 200 metros de longitud y de un ancho mínimo de 20 m, conectarían esa vía central con las viviendas situadas a los lados en manzanas de formas regulares (cuadrados y rectángulos). De la superficie total de la ciudad 1/5 estaría destinado a la construcción de viviendas, y los 4/5 restantes a tierras de cultivo. De 400 metros cuadrados que tendrían las parcelas, 80 serían utilizados para la construcción de viviendas y talleres, y 320 a una huerta jardín con árboles frutales e instalaciones para la cría de animales.

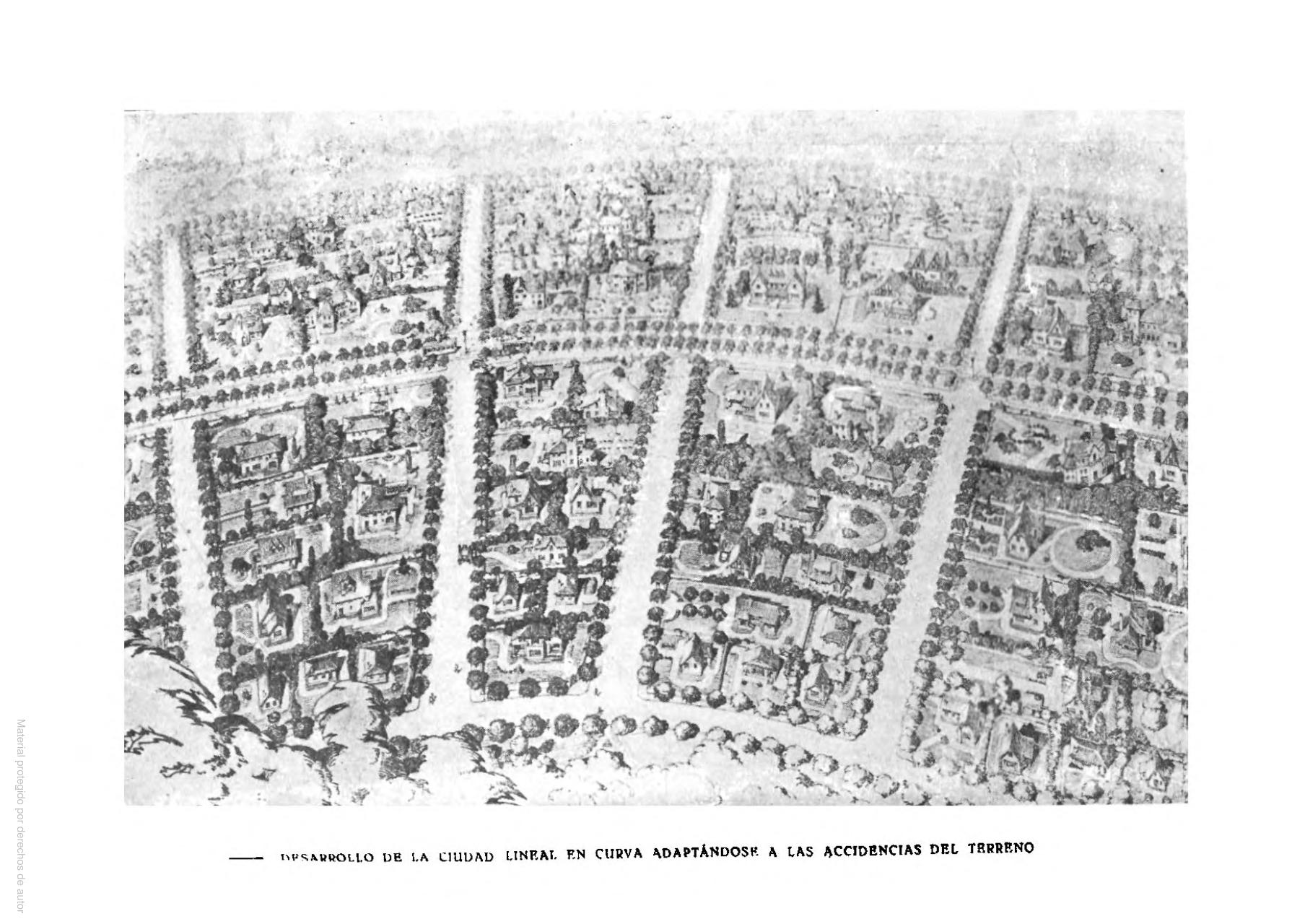
Ilustración que muestra como la Ciudad Lineal se desarrolla sobre los accidentes en el terreno sustraída de libro La Ciudad Lineal, Arturo Soria, 1882.

Servirían de unión entre las ciudades, formándose una especie de triangulación donde la superficie interior sería dedicada a la explotación agrícola. Su objetivo: conseguir que el movimiento entre el campo y la ciudad pueda efectuarse con mayor rapidez. La idea de Arturo Soria, en el límite de la ciencia ficción, sugería una hipotética ciudad lineal que uniese Cádiz y San Petersburgo, conectando la mayor parte de las urbes europeas existentes. A pesar de todo, sí es cierto que algunas ciudades de países Europeos (Bruselas, San Petersburgo) llegarían a desarrollar modelos urbanísticos similares.

## La ciudad lineal de Arturo Soria

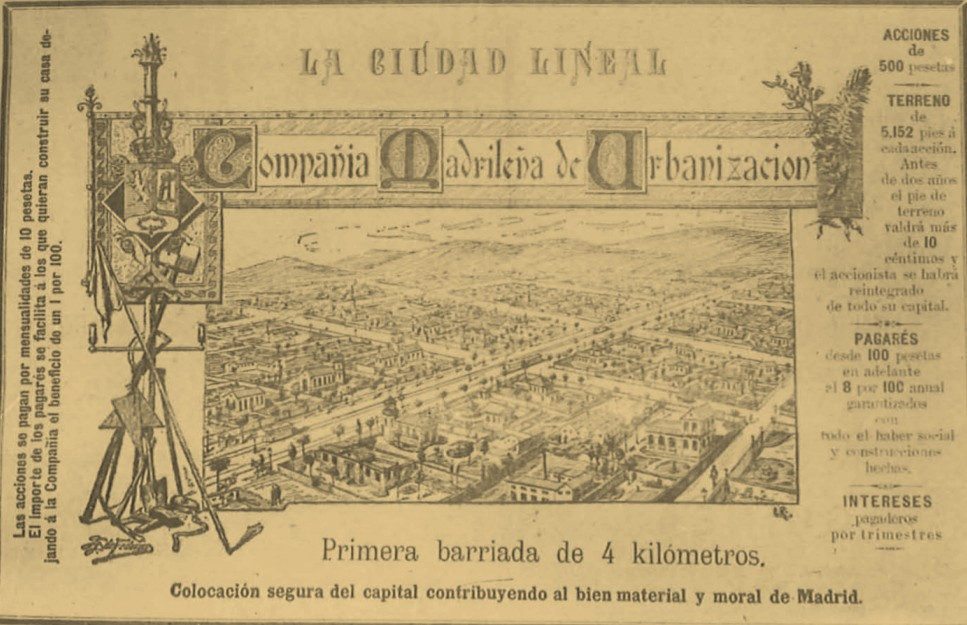
Anuncio del proyecto urbanístico de la Ciudad Lineal en 1895, publicado en el periódico "La Dictadura" de la Compañía Madrileña de Urbanización.

En 1882 Arturo Soria promovió la creación de la Compañía Madrileña de Urbanización, empresa constructora fundada en 1894 que llevó a cabo la primera fase de la Ciudad Lineal, siguiendo una línea tangencial al Madrid de la época en dirección sureste-norte, que años después sería absorbida por la extensión del casco urbano de la capital, convertida en la calle Arturo Soria cuyos casi cinco kilómetros quedaron luego dentro del distrito de Ciudad Lineal. La propia compañía creó una línea de tranvías siguiendo el discurso urbanístico de Soria, línea que se mantuvo independiente del resto de los transportes de Madrid hasta 1951.
Junto con Soria hay que destacar la figura del arquitecto Mariano Belmás Estrada, también madrileño y autor de otros proyectos revolucionarios como la Colonia Madrid Moderno, modesto precedente de estilo modernista construido entre 1890-1906, otro ejemplo de la filosofía de la síntesis de clases sociales en barrios caracterizados por la vivienda unifamiliar e higiénica. Fue socio fundador de la Compañía Madrileña de Urbanización hasta que una cadena de desacuerdos con Soria, le llevaron a abandonar la CMU, aunque siguió colaborando en algunos proyectos.

### Otros modelos europeos
Además de la Ciudad Lineal madrileña, en Europa pueden citarse ejemplos parciales de proyectos como, en Francia, el Gran Boulevard de Lille-Roubaix-Tourcoing, finalizado en 1909. En 1914, el modelo lineal estuvo presente en la Exposición Internacional de Lyon, y en 1915 en la de Toulouse, y 1923 en Suecia, en la de Gotemburgo. Un año después, en 1924, hubo un intento americano de realización en Chile, y en 1925, el urbanista galo Georges Benoit-Levy llevó la idea a la Sociedad de Naciones. También figuró en los programas de los Congresos Internacionales de la Vivienda y Urbanismo celebrados en Viena (1926) y en Berlín (1931). Finalmente, en 1928 se fundó en París la Asociación Internacional de Ciudades Lineales impulsada por Benoit-Levy.
En la Unión Soviética el modelo fue adoptado y promovido por Nicolás Miliutín durante los años 1920. Más allá de la utópica Roadtown propuesta en 1910 por el americano Edgar Chambless, Miliutin, presidente en 1930 de la comisión para la construcción de ciudades soviéticas, en su libro El problema de la construcción de las ciudades socialistas, publicado en Moscú (Sotsgorod, 1930), se hace eco de las ideas de Soria y de algunos planteamientos de Le Corbusier publicados en 1925. En Sotsgorod, Milutin trasladaba a la ciudad el sistema funcional de la cadena de producción, proponiendo un trazado que planteaba en bandas paralelas los conceptos y servicios relativos al transporte, industria, zona verde, viviendas, parques y zona agrícola. El proyecto de Milutin se apoyaba en ejemplos como el Plan de urbanización de Magnitogorsk (aplicado por el arquitecto funcionalista alemán Ernst May), el Plan para la fábrica de tractores de Stalingrado o el de coches de Nijni-Novgorod.
En menor medida y sin el espíritu y la ideología de Arturo Soria, podrían relacionarse algunos elementos urbanos en trazados similares de barrios lineales a los lados de avenidas, carreteras, ríos o canales.